# Haloptilus bulliceps
Haloptilus bulliceps är en kräftdjursart som beskrevs av Farran 1905. Haloptilus bulliceps ingår i släktet Haloptilus och familjen Augaptilidae. Inga underarter finns listade i Catalogue of Life.